# Бери (Кунео)
Бери је насеље у Италији у округу Кунео, региону Пијемонт.
Према процени из 2011. у насељу је живело 66 становника. Насеље се налази на надморској висини од 437 м.